# Parakaryon myojinensis
Parakaryon myojinensis (лат.) — вид необычных одноклеточных организмов неясного систематического положения, известный только из одного образца. Имеет и характеристики прокариот, и эукариот, и уникальные черты. Это единственный вид в роду Parakaryon.

## Этимология
Родовое название Parakaryon образовано из греческих слов παρά (пара, «около») и κάρυον (карион, «ядро»), указывая на отличия от прокариот и эукариот. Видовое название myojinensis указывает на место, где обнаружен типовой образец: на щетинках полихеты, найденной у гидротермального источника в Myōjin Knoll (明神海丘, 32°6,20′ с. ш. 139°52,10′ в. д.), на глубине около 1240 метров, у берегов японского острова Аогасима.

## Структура
Parakaryon имеет особенности строения прокариот и эукариот, а также отличающие его от любой из этих групп. Совпадающие характеристики окрашены в бежевый.
| Структура                         | Прокариоты   | Эукариоты           | Parakaryon myojinensis    |
| --------------------------------- | ------------ | ------------------- | ------------------------- |
| Ядро                              | Отсутствует  | Присутствует        | Присутствует              |
| Количество слоёв ядерной мембраны | н/д          | 2                   | 1                         |
| Ядерные поры                      | н/д          | Присутствуют        | Отсутствуют               |
| Расположение рибосом              | Цитоплазма   | Цитоплазма          | Цитоплазма и внутриядерно |
| Эндосимбионты                     | Отсутствуют  | Присутствуют        | Присутствуют              |
| Эндоплазматическая сеть           | Отсутствует  | Присутствует        | Отсутствует               |
| Аппарат Гольджи                   | Отсутствует  | Присутствует        | Отсутствует               |
| Митохондрии                       | Отсутствуют  | Обычно присутствуют | Отсутствуют               |
| Структура хромосом                | Различная    | Линейная            | Нитчатая                  |
| Цитоскелет                        | Присутствует | Присутствует        | Отсутствует               |

## Положение в системе жизни
Неясно, можно ли классифицировать P. myojinensis как эукариота или прокариота — две категории, к которым принадлежит вся остальная клеточная жизнь. За исключением вирусов, которые не являются клеточными и часто отличаются от клеточной жизни, а также за исключением нескольких окаменелостей, содержащих спорные свидетельства древней жизни, вроде нанобактерий и наноб, P. myojinensis является единственным организмом, занимающим совершенно неизвестное положение в системе жизни.
Британский биолог-эволюционист Ник Лейн в книге 2015 года предположил, что существование P. myojinensis может быть важным ключом к происхождению жизни на Земле, возможно, как пример абиогенеза из органических соединений, продолжающегося в наши дни. Тот факт, что P. myojinensis был обнаружен вблизи гидротермальных источников, которые были предложены в качестве возможных первичных реакционных камер для самых ранних предков прокариот и эукариот, подтверждает эту идею.